# Tino Pertierra
Tino Pertierra (Gijón, 1964) es un escritor y periodista español. Es conocido por sus críticas de literatura y cine publicadas en diversos medios de comunicación españoles. Es autor de varios libros de ficción, entre ellos Los seres heridos  galardonado con el Premio Tigre Juan en la categoría de mejor obra narrativa publicada en España en 1996.

## Biografía
Licenciado en Periodismo en la Universidad Complutense de Madrid.
Trabajó como jefe de prensa de varias asociaciones profesionales y en diversas emisoras de radio. Ha sido director de las revistas Conocer Asturias y Cordial, delegado en Gijón de Antena 3 radio, jefe de prensa de la Asociación de Jóvenes Empresarios y de la Confederación Asturiana de la Construcción, y redactor de la Hoja del Lunes de Gijón y Oviedo. 
Desde 1989 trabaja en La Nueva España de Oviedo como redactor y reportero haciendo columnas y críticas de libros, cine, música y televisión. También colabora con revistas literarias como  Mercurio o El Extramundi y los papeles de Iria Flavia.

### Literatura
Publicó su primer libro en 1996, Los seres heridos, con el que obtuvo el premio Tigre Juan al mejor libro de ficción publicado en España. Después, publicó las novelas ¿Acaso mentías cuando dijiste que me amabas?, Toda la verdad sobre las mentiras de los hombres (ambas traducidas al alemán) y El secreto de las mujeres prohibidas. 
Es autor, además, de los libros de relatos La historia jamás contada, Nosotras, El dios de las tristezas amorosas, Náufragos de diario y Cuerpo a cuerpo. 
Otras obras suyas son Pasión de cine, Un viaje al paraíso y las novelas juveniles El secreto de Sara, Jesse James estudió aquí Y Románticos.com (coescrita con Lucía Galán Bertrand). 
Figura en la antología Páginas Amarillas (Lengua de Trapo) que reunió a los escritores más prometedores de menos de 40 años. 
En 2002 debutó como autor y director teatral con la obra Intimidades.  
Dirigió las colecciones literarias BIBLIOTECA DE AUTORES ASTURIANOS y ALBA ZOOM. EL ASESINO AUSENTE es una novela / reportaje inspirada por el rodaje de la película Oviedo Express, de Gonzalo Suárez. En 2009 publicó dos de los títulos de la colección de audiolibros que El País dedicó al cantante Víctor Manuel.

### Cine y televisión
Dirigió los cortometrajes La exclusiva, Cenizas de lluvia y Puzzle. 
Fue asesor del concurso televisivo Rumbo a la fama.

## Estilo
José María Izquierdo incluye a Tino Pertierra entre los «narradores  "novísimos" de la década de los años 90», cuyo estilo se caracteriza por una ruptura con los referentes socioculturales de generaciones anteriores e una mayor influencia de la literatura y medios anglosajones. Entre este grupo de escritores, Pertierra se caracteriza especialmente por un discurso costumbrista e intimista, con una abundancia de monólogos introspectivos.

## Obras
- El secreto de Sara (1996)

- Los seres heridos (1996)

- ¿Acaso mentías cuando me dijiste que me amabas? (1997)

- Jesse James estudió aquí (1998)

- Pasión de cine (1999)

- Toda la verdad sobre las mentiras de los hombres (1999)

- El corazón de azabache (2000)

- Nosotras (2001)

- Ellas (2002)

- El secreto de las mujeres prohibidas (2006)

- El dios de las tristezas amorosas (2007)

- Cuerpo a cuerpo (2008)

- Náufragos del diario (2009)

- El asesino ausente (2010)

## Premios
Premio Tigre Juan (1996)